# Канатна дорога Трускавець — Цюхів Діл
Кана́тна доро́га Трускаве́ць — Цю́хів Діл — нереалізований проєкт підвісної канатної дороги з курорту Трускавець на гору Цюхів Діл (село Орів). 

## Ідея
Вперше ідея спорудження канатки виникла в 1912 році як одна із складових плану розвитку міста-курорту Трускавець. План розроблений під впливом ідей про мережу невеликих курортів — Фелінського Р., та «місто — сад» — Говарда Е.

## Проєкт
Перед 1914 роком планувалося спорудження початкової станції в районі сучасної вулиці Городище, проміжної станції на Лисій Горі (Кам'яний горб)(366 м.) та кінцевої на схилах гори Цюхів Діл (938 м.):
- перепад висоти міг доходити до 200—300 м;
- довжина до 2—2,5 км.

Проєкт канатки мав за приклад канатний підйом на гору Каспрів верх у Закопане (Польща). Передбачалося побудувати вілли на горі, поблизу кінцевої станції, де є прекрасний панорамний краєвид на Трускавець та околиці.